# Alfonso Cano Isaza
Alfonso Cano Isaza (Bogotá, 31 de diciembre de 1927 - 31 de diciembre de 2009) fue un periodista colombiano.

## Biografía
Fue el tercer hijo de Gabriel Cano Villegas, director de El Espectador, entre 1949 y 1981. Alfonso y sus hermanos eran conocidos como "Los Cuatro Ases de El Espectador".
Aunque nunca ejerció como director, como sí lo hizo su hermano Guillermo, Alfonso Cano Isaza estuvo vinculado de manera permanente con en El Espectador, como gerente general y gerente de circulación, hasta 1996, cuando la nueva empresa Comunican S.A, determinó el cambio del carácter de empresa familiar de la sociedad para hacerla viable económicamente. Sin embargo, se mantuvo como presidente honorario hasta 2002, junto a su hermano Luis Gabriel.
El 31 de diciembre de 2009, día de su cumpleaños número 82 falleció en su residencia, a causa de una insuficiencia renal.